# Music from Siesta
Music from Siesta från 1987 är ett musikalbum av Miles Davis och Marcus Miller. Det är soundtracket till filmen Siesta från 1987, regisserad av Mary Lambert.

## Låtlista
Alla låtarna är skrivna av Marcus Miller utom Theme for Augustine av Miles Davis och Marcus Miller.
1. Lost in Madrid Part I – 1:49
2. Siesta / Kitt's Kiss / Lost in Madrid Part II – 6:55
3. Theme for Augustine / Wind/Seduction / Kiss – 6:34
4. Submission – 2:32
5. Lost in Madrid Part III – 0:50
6. Conchita / Lament – 6:44
7. Lost in Madrid Part IV / Rat Dance / The Call – 1:42
8. Claire / Lost in Madrid Part V – 4:34
9. Afterglow – 1:41
10. Los Feliz – 4:35

## Medverkande
- Miles Davis – trumpet
- Marcus Miller – bas, basklarinett m m
- John Scofield – akustisk gitarr på Siesta
- Omar Hakim – trummor på Siesta
- Earl Klugh – klassisk gitarr på Claire
- James Walker – flöjt på Los Feliz
- Jason Miles – synthesizer-programmering